# Zapped
Zapped é um telefilme estadunidense de 2014, do gênero comédia-romântico-fantástica, dirigido por Peter DeLuise para o Disney Channel, com roteiro baseado no romance Boys Are Dogs, de Leslie Margolis. As filmagens do filme começaram no início de agosto de 2013 em Vancouver, no Canadá.

## Sinopse
Zoey Stevens (Zendaya Coleman), uma habilidosa dançarina e excelente aluna que enfrenta dificuldades para se adaptar à sua nova vida após sua mãe se casar novamente. Ela terá que morar com três meios-irmãos bagunceiros e barulhentos, um padrasto escandaloso e um cão descontrolado. Os garotos da escola parecem ser ainda piores, especialmente os desajustados do grupo de dança JV, em que ela é obrigada a participar. Tudo parece dar errado para a adolescente experiente, até ela descobrir o aplicativo para treinar cães em seu celular que, de alguma maneira, controla todos os garotos. Convencida de que a vida seria melhor se os meninos ao seu redor mudassem, Zoey usa seu novo poder para controlar os garotos com quem convive para que todos se comportem melhor, exceto Jackson Kale (Spencer Boldman) - o único cara na escola que se destaca de todos os outros. Agora, Zoey questiona se o aplicativo é realmente a resposta para ajeitar sua vida familiar, controlando os meninos na escola e tornando seu grupo de dança o melhor do pedaço.

## Elenco
| Ator/Atriz         | Personagem            |
| ------------------ | --------------------- |
| Zendaya            | Zoey Stevens          |
| Chanelle Peloso    | Rachel Todds          |
| Spencer Boldman    | Jackson Kale          |
| Emilia McCarthy    | Taylor Dean           |
| Adam Dimarco       | Adam Thompson         |
| Willian Ainscough  | Ben Thompson          |
| Aleks Paunovic     | Ted Thompson          |
| Lucia Walters      | Jeannie Stevens       |
| Jedidiah Goodacre  | Tripp                 |
| Conner Cowie       | Zach Thompson         |
| Louriza Tronco     | Yuki                  |
| Samuel Patrick Chu | Charlie Wang          |
| Christine Willes   | Diretora Mumford      |
| Milo Shandel       | Professor de biologia |
| Garry Garneau      | Locutor do jogo       |
| Cameron Fraser     | Carteiro              |

## Lançamento e Recepção
Zapped tem recepção geralmente favorável por parte dos usuários do site Rotten Tomatoes. O filme recebeu uma aprovação de 63%, recebendo assim, a nota 3.7/5.

## Trilha Sonora
- Zendaya - Too Much
- Renald Francoeur - Go For It
- Renald Francoeur - The Way You Move